# Rózove
Rózove (en (ucraïnès): Розове, en rus: Розовое, Rózovoie) és un poble de la República Autònoma de Crimea, a Ucraïna, que el 2014 no tenia cap habitant. Pertany al districte de Bakhtxissarai. Fins al 1948 la vila es deia Kazbiï-Elí.